# Colonia Motolinía
Colonia Motolinía är en ort i Mexiko.   Den ligger i kommunen Pinos och delstaten Zacatecas, i den centrala delen av landet, 400 km nordväst om huvudstaden Mexico City. Colonia Motolinía ligger 2 268 meter över havet och antalet invånare är 324.
Terrängen runt Colonia Motolinía är platt västerut, men österut är den kuperad. Terrängen runt Colonia Motolinía sluttar västerut. Runt Colonia Motolinía är det glesbefolkat, med 20 invånare per kvadratkilometer. Närmaste större samhälle är Ojuelos de Jalisco, 17,0 km sydväst om Colonia Motolinía. Omgivningarna runt Colonia Motolinía är i huvudsak ett öppet busklandskap.